# Neophaenis meterythra
Neophaenis meterythra är en fjärilsart som beskrevs av George Francis Hampson 1908. Neophaenis meterythra ingår i släktet Neophaenis och familjen nattflyn. Inga underarter finns listade i Catalogue of Life.